# Meltem Yılmazkaya
Meltem Yılmazkaya (* 27. November 1984 in Istanbul) ist eine türkische Schauspielerin und Sängerin.

## Leben und Karriere
Meltem Yılmazkaya wurde am 27. November 1984 in Istanbul geboren. Sie studierte am Müjdat Gezen Sanat Merkezi. Danach setzte sie ihr Studium an der Yeditepe Üniversitesi fort. 2008 spielte sie in dem Theaterstück Sizinkiler mit. Damach war sie 2009 in der Fernsehserie Aile Saadeti zu sehen. Im selben Jahr trat Yılmakaya in Benim Annem Bir Melek auf. 2015 bekam sie in dem Film Dedemin Fişi die Hauptrolle.
Außerdem veröffentlichte sie 2016 ihre Single Kendime Yalanlar. Unter anderem wurde sie 2016 für den Film Kaçma Birader gecastet. 2018 spielte sie in dem Film Cici Babam die Hauptrolle. Yılmaz heiratete 2023 Kadir Doğan und bekam im selben Jahr ein Kind.

## Filmografie (Auswahl)
Filme
- 2015: Dedemin Fişi
- 2016: Kaçma Birader
- 2018: Cici Babam

Serien
- 2009: Aile Saadeti
- 2009: Benim Annem Bir Melek
- 2010: Şen Yuva
- seit 2013: Güldür Güldür
- 2013: Aldırma Gönül

## Diskografie

### EPs
- 2023: Usuldan Türküler

### Singles
- 2016: Kendime Yalanlar
- 2021: Geldim Şu Alemi Islah Edeyim (mit Cem Yıldız)
- 2022: Sevda Desen (mit Ercan & Gökhan Çağıran)
- 2023: Gide Gide Bir Söğüde Dayandım
- 2023: Kor (mit Kadir Doğan)
- 2024: Takvim (mit Kadir Doğan)